# Jon Petersson (Bååt)
Jon Petersson (Bååt) var en svensk väpnare, nämnd 1390-1418. Han var sannolikt son till den Peter Jonsson Bonde som vanligen räknas som stamfar till släkten Bååt. Jon Petersson är dock den första med säkerhet kända medlemmen av denna släkt. Jon Peterssons sätesgård var sannolikt Flishult i Näsby socken i Njudung.

## Biografi
Jon Petersson (Bååt) var sannolikt son till Peter Jonsson (Bååt) och Kristina Hemmingsdotter Tanne. Han kallades 11 juli 1390 väpnare och beseglades 17 juni 1395 Lindholmstraktaten. Jon Petersson deltog 8 september 1395 i Helsingborgsmötet och 20 september 1396 i Nyköpingsmötet. Han var 1414 bisittare i domstolen vid konungsrästen i Tiohärad.

### Egendom
Jon Petersson ägde Flishult i Näsby socken.

### Familj
Jon Petersson fick barnen väpnaren Nils Jonsson (Bååt), väpnaren Peter Jonsson (Bååt) och Bengts Jonsdotter som var gift med väpnaren och häradshövdingen Harald Laurensson (snedbjäle) i Albo härad.